# Vzácná návštěva
Vzácná návštěva (v anglickém originále The Visitor) je v pořadí třetí epizoda čtvrté sezóny seriálu Star Trek: Stanice Deep Space Nine.
Epizoda se odehrává se o více než půl století později, než děj většiny seriálu. Je vyprávěna retrospektivně Jakem Siskem a události v ní popsané zaniknou na konci epizody jakožto alternativní časová linie.

## Příběh
Jake Sisko je již stařec. Jedna obdivovatelka jeho knih, Melanie, se jej ptá, proč přestal psát, když mu bylo necelých čtyřicet let. On jí vypráví o tom, jak ve svém mládí přišel o svého otce, když s ním pozoroval inverzi bajorské červí díry a výboj energie vytáhl Siska z běžného časoprostoru.
Jake si tehdy myslel, že o otce nadobro přišel. Jednoho dne se probudil a viděl jej v místnosti, ale pokládal to za sen. Ukáže se však, že jednou za několik let se kapitán Sisko na několik minut objeví, aniž by vnímal dobu, která mezitím uplynula. Přítomní vědci však nejsou schopni jej v časoprostoru udržet. Pokaždé k tomu dojde v Jakově přítomnosti a otec jej povzbuzuje, aby žil plný život a neměl o něj starost.
Jake se tím řídí, ožení se a začne psát knihy. Když se u něho však otec objeví znovu, Jake se rozhodne studovat časovou mechaniku, aby otci pomohl. Jeho žena to nejprve snáší trpělivě, ale později se kvůli tomu s Jakem rozvede.
Inverze červí díry je jev, který nastává jen jednou za padesát let. Jake se pokusí využít příští inverze, aby otce dostal zpět do časoprostoru. Místo toho se on sám na chvíli ocitne s otcem v bílém prázdnu. Tento neúspěch jej podnítí, aby ještě usilovněji hledal řešení.
Starý Jake dále vypráví Melanie, že zjistil, že existuje spojení mezi ním a otcem. Aby se přerušilo, musí Jake zemřít, když je otec u něho. To má nastat právě tento večer, proto si Jake aplikoval smrtící lék. Po odchodu Melanie počká, až se otec objeví, a vysvětlí mu situaci. Ben Sisko rozhodně protestuje, ale Jake mu vysvětlí, že to dělá i pro sebe, protože je hrozné vyrůstat bez otce.
Když Jake zemře, Benjamin se ocitne zpět v čase několik sekund předtím, než jej zasáhne výboj, a dokáže včas uhnout. Tím přestane existovat celá alternativní historie, během níž Jake vyrůstal bez otce. Jake si z ní nic nepamatuje, ale kapitán ano. Je dojatý, jakou oběť kvůli němu Jake učinil.

## Zajímavosti
- Epizoda „Vzácná návštěva“ byla nominovaná na cenu Hugo v kategorii Nejlepší dramatické dílo.
- V hlasování čtenářů časopisu TV Guide v roce 1996 byla tato epizoda zvolena nejlepším dílem všech seriálů Star Treku. Při stejném hlasování v témže časopisu v roce 2004 obsadila čtvrté místo.